# 4236 Лідов
4236 Лідов (4236 Lidov) — астероїд головного поясу, відкритий 23 березня 1979 року.
Тіссеранів параметр щодо Юпітера — 3,124.